# Ameivula apipensis
Ameivula apipensis — вид ящірок родини теїдових (Teiidae). Ендемік Аргентини. Описаний у 2018 році.

## Поширення й екологія
Ameivula apipensis відомі з типової місцевості, що лежить на острові Апіпе посеред річки Парана в провінції Коррієнтес, на висоті 70 м над рівнем моря.